# Жан Симеон Шарден
Жан Симеон Шарден (фр. Jean Siméon Chardin; Париз, 2. новембар 1699 — Париз, 6. децембар 1779) био је француски сликар рококоа. Најзначајнији је сликар поетичких и реалистичких мртвих природа, призора у ентеријерима, карактерних фигура и портрета у француском сликарству 18. века.

## Биографија
Шарден је учио сликарство код историјских сликара Пјерa Жакa Казесa (1676–1754) и Ноелa-Николe Којпелa (1690–1734), али је солидно техничко знање и вештину сликања мртвих природа стекао углавном као самоук. Године 1728. учествује на изложби младих на Place Dauphine где је запажена његова мртва природа Ража. Наредне године је постао члан сликарске академије као „сликар цвећа, воћа и карактерних фигура”. 
Иако је тиме, по тематици свог сликарства, класификован као сликар другог реда (главне теме тог раздобља су историјске сцене, прикази галантних свечаности инспирисани савременом литературом те репрезентативни портрет) он је управо захваљујући овој тематици убрзо постао популаран у новом грађанском сталежу ситне буржоазије. Као почетник сликао је тзв. синжерије (singeries) —  декоративно-гротескне мотиве рококоа са мајмунима —, затим мртве природе, углавном с мртвим животињама. 
Од 1732. године, када његово сликарство поприма устаљен и коначан облик, Шарден слика жанровске сцене, мртве природе и портрете, те се већ по одабиру тема битно разликује од својих савременика. Тадашњем помодном и сладуњавом маниру рококоа, који задовољава укус владајуће аристократске публике, Шарден супротставља свој једар и управо демократски реализам народског човјека, који ликовно иде властитим путем. У жанровским сценама (слика их претежно у средњој фази своје каријере), насталим под утицајем холандског жанра, с којим се сусрео у дворским збиркама у Паризу, по први пут у Француској обрађује мотиве ентеријера ситне буржоазије углавном са једним ликом у затвореним тамним просторима (Васпитачица и Доручак, Беч, Галерија Лихтенштајн, Судопера, Галерија Хинтеријан Универзитета у Глазгову; Чишћење мркве, Минхен, Стара пинакотека).

## Галерија
- Мртва природа, 1728.
- Повратак с пијаце, 1739, уље на платну, Лувр, Париз
- Мртва природа, 1760.